# Diplycosia puradyatmikai
Diplycosia puradyatmikai este o specie de plante din familia Ericaceae. Această specie este originară din Noua Guinee. A fost descoperită în anul 2018, dar a fost descrisă pentru prima dată în anul 2020.

## Etimologie
Denumirea acestei specii îl onorează pe Pratita Puradyatmika, angajat PT Freeport Indonesia Mining Company responsabil de supravegherea recuperării și monitorizării ținuturilor înalte, care a arătat un mare interes pentru biodiversitatea Muntelui Jaya și care a lucrat cu biologi mulți ani pentru a întreprinde inventare ale biodiversității în această regiune.

## Descriere
Diplycosia puradyatmikai este un arbust foarte ramificat, cu o înălțime de până la 1,5 m. Ramurile sunt maronii, cilindrice și foarte robuste, iar scoarța este fisurată longitudinal și acoperită cu fire de păr brun.
Frunzele sunt simple, alternative, foarte des ovale și măsoară 0,8-2,8 cm în lungime și 0,7-2,5 cm în lățime. Au culoare verde închis, ușor strălucitoare pe partea superioară, albicioase pe partea inferioară, iar ambele părți sunt acoperite cu fire de păr maro auriu mătăsos. Pețiolul este roșiatic și măsoară între 3 și 8 mm.
Florile sunt campanulate, de culoare roz până la roșu.
Fructele sunt bace, având la maturitate culoare roșie până la negru.
Înflorirea și rodirea au loc pe tot parcursul anului.

## Răspândire și habitat
Diplycosia puradyatmikai a fost descoperită pe insula Noua Guinee, mai exact în Papua de Vest, pe versanții Muntelui Jaya, cel mai mare vârf din Asia de Sud-Est.
Această specie este clasificată fiind critic amenințară cu dispariția de IUCN, din cauza arealului de răspândire mic al acestui arbust și activităților umane.